# José Dimas
Pour les articles homonymes, voir Dimas.
José Dimas, de son nom complet José Romão Dimas, est un footballeur portugais né le 7 mai 1930 à Almada. Il évoluait au poste d'ailier droit.

## Biographie

### En club
Il est formé dans le club du Ginásio do Sul de sa ville natale Almada,.
Il est transféré au Vitória Setúbal en 1949. Il découvre alors la première division portugaise lors de sa deuxième saison,.
En 1952, il rejoint le CF Belenenses. Il joue avec le club lisboète pendant près de neuf saisons. Il remporte la Coupe du Portugal en 1960,.
Il quitte le CF Belenenses pour revenir au Vitória Setúbal pour la saison 1961-1962, marquée par une finale perdue en Coupe du Portugal,.
En 1962, il est transféré au CD Cova da Piedade,.
Il finit sa carrière au Naval 1º de Maio lors de la saison 1963-1964,.
Il dispute 140 matchs pour 35 buts marqués en première division portugaise,.

### En équipe nationale
International portugais, il reçoit trois sélections en équipe du Portugal entre 1955 et 1956 toutes disputées dans le cadre d'amicaux.
Il débute en sélection le 22 mai 1955 contre l'Angleterre (victoire 3-1 à Porto).
Le 25 mars 1956, il dispute une rencontre contre la Turquie (victoire 3-1 à Oeiras).
Son dernier match est disputé le 8 avril 1956 contre le Brésil (défaite 0-1 à Oeiras).

## Palmarès
Avec le CF Belenenses :
- Vainqueur de la Coupe du Portugal en 1960

Avec le Vitória Setúbal :
- Finaliste de la Coupe du Portugal en 1962